# Temple protestant de Gap
Le temple protestant de Gap est un édifice religieux situé 4 avenue Guillaume Farel à Gap, chef-lieu des Hautes-Alpes. La paroisse est membre de l'Église protestante unie de France.

## Histoire

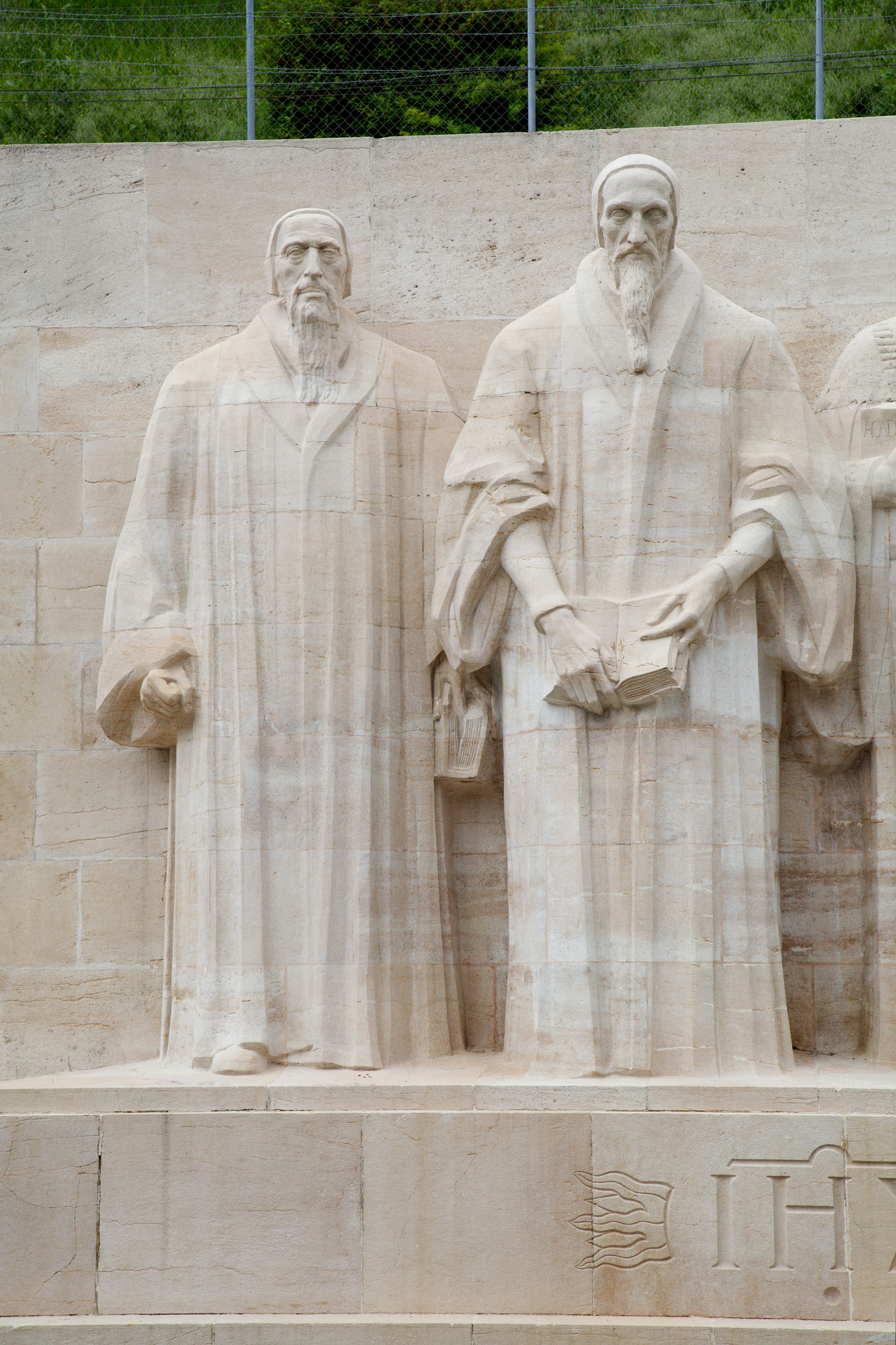
Guillaume Farel et Jean Calvin, sur le Monument international de la Réformation à Genève.

La rue est nommée Guillaume Farel, réformateur protestant né en 1489 dans le village des Fareaux, dans la commune de Gap, qui a joué un rôle important dans l’expansion du protestantisme en Suisse romande. Il aurait dressé une première église en 1561 à Gap. En 1577, François de Bonne, chef des protestants, décide d'attaquer Gap. Dans la nuit du 3 janvier 1577, François Philibert, dit « Cadet de Charance », lui ouvre la porte Saint-Arey, et lui permet de pénétrer par ruse dans la ville. Gap connaît trois périodes de domination huguenote.
En 1904 est inauguré un nouveau temple, sur les plans de l'architecte L. Muller. La paroisse est engagée dans le dialogue interreligieux.
L’inscription « Église Réformée Évangélique » au fronton de la porte principale, n’est pas anodine. Elle résulte de l’échec du synode de Juin 1872 tenu à Paris. Ce synode, le trentième, se déroulait plus de deux siècles après le précédent, le vingt neuvième, tenu à Loudun en 1655, le dernier Avant la révocation de l’Édit de Nantes.
Le synode de 1872 dut faire le constat qu’en deux siècles, et depuis le retour des protestants dans la société civile, de profondes divergences avaient pu se creuser dans l’adhésion à la Confession de La Rochelle datant de 1571, l’interprétation des écritures, l’implication des protestants dans les institutions politiques (cabinets ministériels, parlementaires), et surtout, les exigences de l’Église Réformée vis-à-vis de ses pasteurs.
Il s’ensuivit une scission en deux Églises distinctes coexistant sous le régime concordataire :
* « L’Église Réformée » des tenants d’un protestantisme libéral, regroupant 150 paroisses, essentiellement dans les grandes villes, dont Ferdinand Buisson, Félix Pécaud, Wilfred Monod.
* « L’Église Réformée Évangélique » des tenants d’un protestantisme « orthodoxe » et revivaliste, regroupant 450 paroisses essentiellement situées dans le « croissant huguenot », dont Edmond de Pressensé, Eugène Bersier.
La réunification n’aura lieu qu’au Synode de 1938, grâce à l’énergie et la pugnacité de Marc Boegner et Jean Cadier, mais au prix de concessions envers les pasteurs libéraux, qui provoqueront de nouvelles scissions.

## Architecture
La façade, en pierre meulière avec des bandes en pierre de taille, est de style néo-roman, aux arcs en plein cintre. Le porche d'entrée repose sur deux colonnes engagées à chapiteaux corinthiens. Sur le linteau est gravé « Église · réformée · évangélique ». Dans les coins, stylisés, sont représentés en lettres capitales l'alpha (A) et l'oméga (Ω). La clef est ornée d'un bas-relief avec une Bible ouverte, symbole traditionnel des temples protestants. Elle repose sur deux brins de laurier et est surmontée d'un flambeau. Sur la page de gauche est écrit « Ta parole est la vérité. », citation de l'Évangile selon Jean 17, 17, et sur la page de droite « Nous annonçons la parole de Dieu ».
Au-dessus, trois baies en plein cintre apportent de la lumière à la nef. Un chrisme nimbé est gravé dans le pignon, surmonté par une croix.